# Гі І Блуаський
Гі I де Блуа-Шатільон (фр. Guy I de Blois-Châtillon; 1298 — 12 серпня 1342) — граф Блуа, Дюнуа і Фретавалю, сеньйор Авену, Трелоні, Гіз з 1307 року; сеньйор де Шато-Рено з 1332 року.

## Біографія
Гі I народився 1298 р. Син Гуго ІІ де Шатільон (1258—1307), графа де Блуа і де Дюнуа та його дружини Беатриси, доньки графа Фландрії Гі де Дамп'єр та Ізабели Люксембург.
1310 році одружився з Маргаритою де Валуа, донькою Карла Валуа і Маргарити Анжуйской, сестрою короля Філіпа VI.
У подружжя було троє дітей:
- Людовик I де Шатільон (пом. 1346), граф Блуа, Дюнуа і Фретавалю
- Карл Блуаський (1319—1364), герцог Бретані
- Марія, одружена:
  - Рудольф, герцог Лотаринзький
  - Фредерік VII граф Лейнінгену-Дагсбургу.

1315 року Блуа-Шатільон, разом з королем Людовиком X брав участь у війні з фламандцями.
Гі І мав тривалий прикордонний конфлікт зі своїм сусідом — графом Вандома Бушаром VI.
1329 року, за посередництва короля Франції, уклав угоду з Бушаром VI про впорядкування спільного кордону.
Шляхом обміну територій були ліквідовані ексклави (при тимчасовому збереженні на цих землях колишніх законів).
Брав участь у Столітній війні на боці французького короля Філіпа VI.
Гі І помер 12 серпня 1342 року і був похований в монастирі Ла Гіш.